# ویلهلم زولف
ویلهلم زولف (انگلیسی: Wilhelm Solf؛ ۵ اکتبر ۱۸۶۲ – ۶ فوریهٔ ۱۹۳۶) یک دیپلمات اهل آلمان بود.